# Pièce de 2 cents de dollar américain
La pièce de 2 cents de dollar américain est produite par la Monnaie des États-Unis pour la circulation de 1864 à 1872, puis pour les collectionneurs en 1873. Conçue par James B. Longacre, elle connaît une baisse de tirage chaque année, d’autres petites pièces, comme le nickel, s’avérant plus populaires. Elle est supprimée par le Coinage Act de 1873.
Les bouleversements économiques causés par la guerre de Sécession entraînent la disparition de la circulation des pièces émises par le gouvernement, même du cent « Indian Head » non argenté, thésaurisées par le public. Pour combler ce vide, l’une des solutions est l’émission privée de jetons, souvent en bronze. Le cent est alors frappé dans un alliage de cuivre et de nickel, d’un diamètre identique à celui du futur cent Lincoln, mais un peu plus épais. Cette pièce est difficile à frapper pour la Monnaie de Philadelphie, et les responsables de la Monnaie, ainsi que la commission annuelle d’analyse, recommandent son remplacement. Malgré l’opposition de ceux qui souhaitent maintenir la présence de nickel dans la monnaie, menée par le représentant de Pennsylvanie Thaddeus Stevens, le Congrès adopte le Coinage Act de 1864, autorisant les cents et pièces de deux cents en bronze.
Bien qu’elle soit d’abord populaire en l’absence d’autres monnaies fédérales, la pièce de deux cents est rapidement supplantée dans la circulation par d’autres monnaies en métal de base que le Congrès autorise par la suite : la pièce de trois cents et le nickel. Elle est supprimée en 1873 ; de grandes quantités sont reprises par le gouvernement et fondues. Néanmoins, les pièces de deux cents demeurent relativement peu coûteuses par rapport aux standards de la numismatique américaine du XIXe siècle.

## Contexte
Une pièce de deux cents a été proposée en 1806 par le sénateur du Connecticut Uriah Tracy (en), en même temps qu’une pièce de vingt cents ou « double dime ». Reflétant l’opinion alors répandue selon laquelle les pièces doivent contenir en métal l’équivalent de leur valeur faciale, le projet de loi de Tracy prévoit que la pièce de deux cents soit fabriquée en billon, c’est-à-dire en argent dégradé. Le projet est combattu par le directeur de la Monnaie, Robert Patterson, car il serait difficile de raffiner l’argent à partir de pièces fondues. Bien que la législation de Tracy soit adoptée deux fois par le Sénat, en 1806 et en 1807, elle échoue à la Chambre des représentants. Patterson envoie à Tracy un bouton en laiton accompagné de deux flans en billon qui auraient été utilisés pour la pièce, démontrant ainsi la difficulté d’empêcher la contrefaçon.
La Monnaie envisage de nouveau une pièce de deux cents en 1836, et des essais sont menés par le second graveur Christian Gobrecht et par le fondeur-raffineur Franklin Peale. La pièce doit encore être en billon, et une disposition prévoyant son émission est incluse dans les premiers projets de la loi monétaire de 1837, mais la proposition est abandonnée lorsque Peale démontre que la pièce peut être facilement contrefaite.

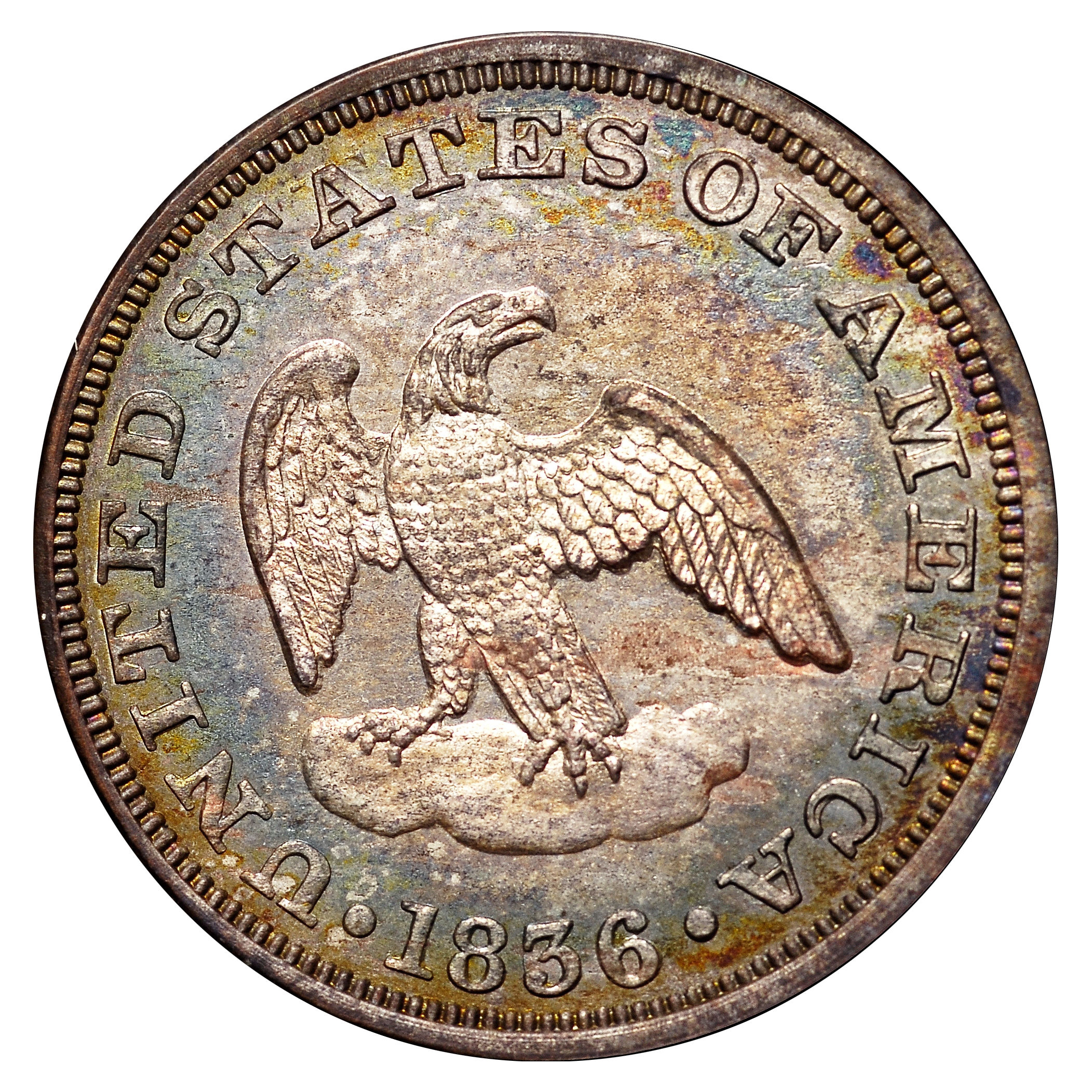
Prototype de la pièce de deux cents de 1836.

Jusqu’en 1857, la pièce d'un cent est une grande pièce de cuivre, contenant à peu près l’équivalent de sa valeur faciale en métal. Ces pièces sont impopulaires et, en 1857, après approbation du Congrès, la Monnaie commence à émettre le cent « Flying Eagle », d’un diamètre identique à celui du futur cent Lincoln, mais un peu plus épais et frappé dans un alliage cuivre-nickel,. Ces pièces circulent facilement, et bien que le motif se frappe mal et soit remplacé en 1859 par le cent « Indian Head », elles sont couramment utilisées jusqu’à ce que toute la monnaie fédérale disparaisse de la circulation dans une grande partie des États-Unis en 1861 et 1862, au cœur des bouleversements économiques de la guerre de Sécession. Cela survient parce que de nombreux Nordistes craignent que, si la guerre tourne mal, les billets de banque et les obligations du gouvernement ne deviennent sans valeur. Le vide est comblé notamment par l’émission privée de jetons, parfois en cuivre-nickel de la taille du cent, mais souvent en bronze, plus minces.
Ce fait n’échappe pas aux autorités, et lorsque, en 1863, elles tentent de réintroduire des pièces dans la circulation, l’usage de pièces en bronze — qui ne contiendraient pas leur valeur faciale en métal — est envisagé. Dans son rapport annuel présenté le 1er octobre 1863, le directeur de la Monnaie James Pollock note que « tandis que les gens attendent une pleine valeur de leurs pièces d’or et d’argent, ils veulent simplement une monnaie inférieure [en métal de base] pour la commodité des paiements exacts ». Il observe que les jetons privés d’un cent contiennent parfois aussi peu qu’un cinquième de cent en métal, et circulent pourtant. Il propose que le cent en cuivre-nickel soit remplacé par une pièce de bronze de même taille. Pollock veut également éliminer le nickel comme métal monétaire, ses alliages durs détruisant coins et machines.
Le 8 décembre, Pollock écrit au secrétaire au Trésor Salmon P. Chase, proposant un cent et une pièce de deux cents en bronze, et joint des prototypes de la pièce de deux cents qu’il a fait préparer. Selon le numismate Neil Carothers, la pièce de deux cents est très probablement proposée afin de mettre le plus rapidement possible en circulation une valeur monétaire importante en petite monnaie, la Monnaie pouvant frapper une pièce de deux cents aussi facilement qu’un cent.

## Législation

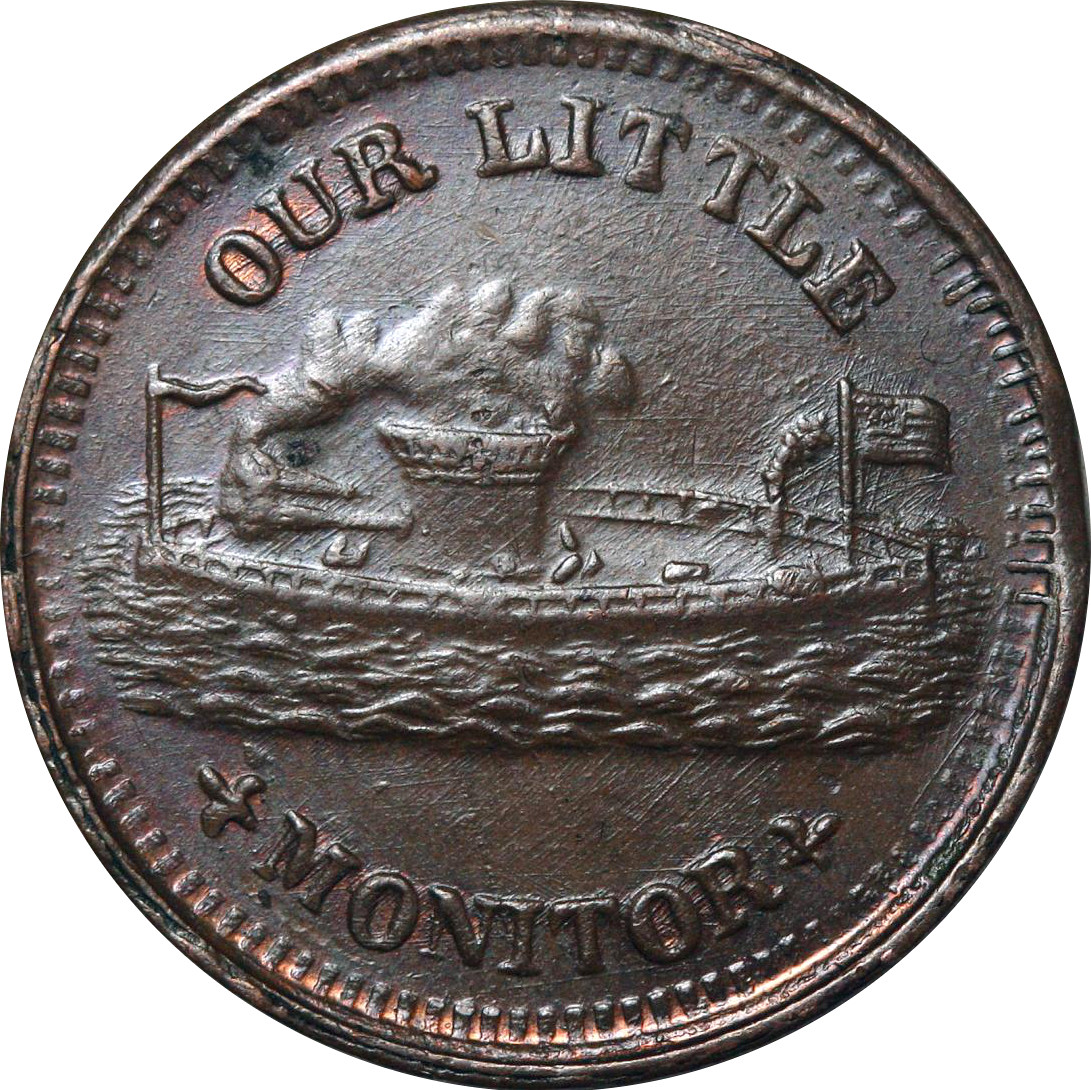
Jeton de la guerre de Sécession de la taille d’un cent, émis par des particuliers puisque toute la monnaie fédérale est thésaurisée.

Le 2 mars 1864, James Pollock écrit en urgence à Salmon P. Chase pour l’avertir que la Monnaie est à court de nickel et que la demande de cents atteint un niveau sans précédent. Il informe également le secrétaire au Trésor que la Commission d’analyse des États-Unis, composée de citoyens et de responsables qui se sont réunis le mois précédent pour tester la monnaie d’or et d’argent du pays, recommande l’utilisation du bronze français comme métal monétaire pour le cent et pour une nouvelle pièce de deux cents. Trois jours plus tard, Chase transmet la lettre de décembre de Pollock et un projet de loi prévoyant des pièces de un et de deux cents en bronze au sénateur du Maine William P. Fessenden, président de la commission sénatoriale des finances. Fessenden ne prend pas de mesure immédiate, et le 16 mars, Pollock écrit de nouveau à Chase pour avertir que la Monnaie va manquer de nickel, dont une grande partie est importée. Chase transmet sa lettre à Fessenden. La législation est finalement introduite par le sénateur du New Hampshire Daniel Clark le 22 mars ; les lettres de Pollock sont lues et influencent manifestement les débats, puisque le Sénat adopte le projet de loi sans discussion.
L’approvisionnement national en nickel provient alors d’une mine située à Gap, en Pennsylvanie, appartenant à l’industriel Joseph Wharton. Le 19 mars, Pollock écrit à Chase qu’il n’y a plus de nickel, ni disponible à l’étranger : « nous sommes donc contraints de nous en remettre à l’approvisionnement national, provenant des usines de M. Wharton ». Opposé au retrait du nickel de la composition du cent, Wharton publie en avril 1864 une brochure proposant la frappe de pièces de 1, 2, 3, 5 et 10 cents avec un alliage d’une part de nickel pour trois parts de cuivre, doublant ainsi le pourcentage de nickel contenu dans le cent. Malgré les efforts de Wharton, le 20 avril, une commission spéciale de la Chambre des représentants approuve le projet de loi. Il est combattu par Thaddeus Stevens, représentant de Pennsylvanie, qui représente la région minière d’où Wharton extrait son nickel. Stevens explique que Wharton a dépensé 200 000 dollars pour développer sa mine et ses machines de raffinage, et qu’il est injuste de le priver du principal débouché de son métal. « Devons-nous détruire tout ce patrimoine parce qu’en frappant avec un autre métal, le gouvernement économiserait plus d’argent » ? Il affirme que l’alliage cuivre-nickel utilisé pour le cent est approuvé par le Congrès, et le nouveau métal, qu’il qualifie de « laiton », rouillerait. Il est contredit par le député de l’Iowa John A. Kasson (en), président du comité de la Chambre sur la monnaie, les poids et mesures, qui déclare que l’alliage de bronze ne ressemble pas au laiton, et qu’il ne peut admettre que le gouvernement soit tenu d’acheter à un fournisseur sous prétexte qu’il engage des dépenses en prévision de ventes.
La législation est adoptée par la Chambre, et le Coinage Act de 1864 est signé par le président Abraham Lincoln le 22 avril 1864. La loi fait pour la première fois des monnaies de métal de base un cours légal : les cents et les pièces de deux cents sont acceptés jusqu’à concurrence de dix unités. Le gouvernement ne s’engage cependant pas à les échanger en grandes quantités. La loi interdit également les jetons privés de un et de deux cents, et plus tard dans l’année, le Congrès abolit toutes ces émissions. La législation ne prévoit pas le rachat des anciens cents en cuivre-nickel ; elle a été rédigée par Pollock, qui espère que le revenu du seigneuriage provenant de l’émission des nouvelles pièces finance en partie les opérations de la Monnaie, et il ne veut pas que cela soit réduit par le rappel des anciennes pièces. Wharton et ses intérêts sont apaisés par l’adoption d’une loi autorisant une pièce de trois cents en 1865 et une pièce de cinq cents en 1866, toutes deux fabriquées dans l’alliage qu’il a proposé, dont le nickel — comme on appelle encore cette dernière pièce — est toujours frappé aujourd’hui,.

## Dessin
À la fin de 1861, le révérend Mark R. Watkinson de Ridleyville, en Pennsylvanie, écrivit à Salmon P. Chase pour lui proposer que l’on place une référence à Dieu sur la monnaie, en ce temps de guerre. Le 20 novembre de la même année, Chase écrit au directeur de la Monnaie, James Pollock : « Nulle nation ne peut être forte sinon dans la force de Dieu, ni en sécurité sinon sous Sa protection. La confiance de notre peuple en Dieu doit être proclamée sur nos monnaies nationales. Vous ferez préparer sans délai inutile un motif comportant une devise exprimant, en des termes aussi brefs et concis que possible, cette reconnaissance nationale »,.
Plusieurs devises sont envisagées par Pollock, dont « God Our Trust » et « God and Our Country »,. Certains des prototypes qu’il envoie à Chase en décembre 1863 portent la mention « God Our Trust », et il écrit à propos du dessin : « Les motifs sont beaux et appropriés, et la devise sur chacun est telle que tous ceux qui craignent Dieu et aiment leur pays l’approuveront ». Il envoie également des prototypes représentant George Washington ; Chase répond à sa lettre : {{citation|J’approuve vos devises, en suggérant seulement que sur celle avec l’avers de Washington, la devise commence par le mot OUR, de manière à lire OUR GOD AND OUR COUNTRY. Et sur celle avec le bouclier, il faudrait la changer pour qu’elle dise IN GOD WE TRUST,.
Pollock s’est inspiré du Star-Spangled Banner,, dont une strophe tardive contient la ligne : « And this be our motto, In God Is Our Trust »,. Chase, lui, a peut-être été influencé par la devise de son alma mater, l’université Brown : In Deo Speramus,.
Comme les devises devant figurer sur les pièces sont fixées par la loi de 1837, un changement législatif est nécessaire. La loi qui crée la pièce de deux cents autorise le directeur de la Monnaie, avec l’approbation du secrétaire au Trésor, à choisir les motifs et les devises à employer,. La pièce de deux cents de James B. Longacre est la première à porter l’inscription In God We Trust. La nouvelle pièce contribue à populariser cette devise ; le 3 mars 1865, le Congrès adopte une loi prescrivant son utilisation sur toutes les pièces suffisamment grandes pour la recevoir. Depuis 1938, In God We Trust figure sur toutes les monnaies américaines,.
L’avers présente une adaptation par Longacre du Grand Sceau des États-Unis. Son dessin met en avant le bouclier, ou écu, en tant qu’arme défensive, signifiant force et protection par l’unité. La partie supérieure du bouclier, ou « chief », symbolise le Congrès, tandis que les treize bandes verticales, représentent les treize États originels. L’ensemble de l’écu symbolise donc la force du gouvernement fédéral par l’unité des États. Les flèches croisées représentent la non-agression, tout en impliquant une préparation à la défense. Les branches de laurier, issues de la tradition grecque, symbolisent la victoire. En gravure héraldique, les lignes verticales représentent le rouge, les zones claires le blanc et les lignes horizontales le bleu ; l’écu est donc coloré en rouge, blanc et bleu, destiné à évoquer le drapeau américain. Le revers porte l’indication de valeur « 2 CENTS » au sein d’une guirlande de blé assez ornementée. Le reste de la pièce est occupé par le nom du pays.
L’historien de l’art Cornelius Vermeule considère la pièce de deux cents comme « la plus gothique et la plus expressive de la guerre de Sécession » parmi toutes les monnaies américaines. « Le bouclier, les flèches et la couronne de l’avers n’ont besoin que de canons de chaque côté pour constituer l’expression la plus accomplie de l’héraldique de la guerre de Sécession ». Vermeule suggère que la pièce a un aspect calligraphique, plutôt que sculptural, et attribue cela à la carrière initiale de Longacre en tant que graveur de plaques.

## Production
Quelques milliers des premières frappes destinées à la circulation, ainsi qu’une poignée de pièces belle épreuve, proviennent d’un coin prototype comportant des lettres plus petites dans la devise que sur toutes les autres pièces de 1864. Bien que les exemplaires de la pièce de deux cents, étant en métal de base, n’aient pas été mis de côté pour être testés par la Commission annuelle d’analyse, le Congrès ordonne que des contrôles internes soient effectués à la Monnaie sur leur composition et leur poids.
La pièce de deux cents est d’abord un succès, circulant librement une fois qu’un nombre suffisant est émis pour être reconnu par le public. Elle circule initialement en raison de la pénurie de monnaie durant la guerre, pénurie qui est atténuée par l’introduction du nouveau  cent et de la pièce de deux cents. Bien que James Pollock signale une thésaurisation des cents dans son rapport de juin 1864, il ne mentionne plus de telles pratiques par la suite. Les pièces d’argent ne circulent toujours pas dans une grande partie du pays, et les nouvelles pièces, auxquelles s’ajoutent les pièces de trois et cinq cents en cuivre-nickel, frappées pour la première fois respectivement en 1865 et 1866, répondent au besoin de petite monnaie.
En octobre 1864, Pollock rapporte que la demande pour les deux pièces est sans précédent et que tous les efforts sont faits pour accroître la production ; dans son rapport de juin suivant, il qualifie la pièce de deux cents de « monnaie des plus commodes et populaires ». La loi du 3 mars 1865, qui institue la pièce de trois cents en nickel, réduit toutefois la limite de cours légal des pièces de bronze à quatre cents, tout en rendant la nouvelle pièce acceptable jusqu’à concurrence de soixante cents.

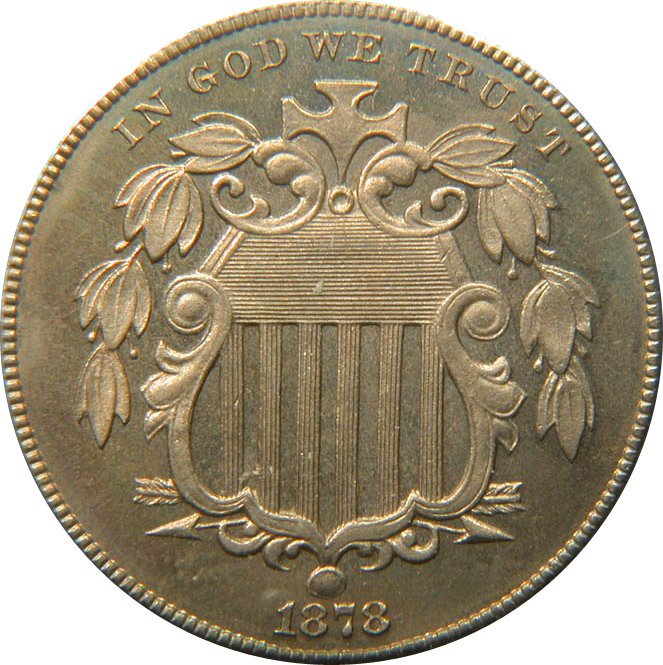
La nouvelle pièce de cinq cents Shield (frappée pour la première fois en 1866) ressemble à la pièce de deux cents et contribue à la chasser de la circulation.

Après le fort tirage de près de vingt millions de pièces la première année, selon le numismate Q. David Bowers, « l’enthousiasme et l’acceptation du public déclinent ». Après la guerre, la demande des banques pour cette valeur faciale diminue, tandis que la demande pour le nouveau nickel de cinq cents augmente ; les tirages de la pièce de deux cents sont chaque année plus faibles. David Lange note : « il est évident à la fin des années 1860 que sa frappe n’est plus nécessaire ». Selon Neil Carothers, « la frappe d’une pièce de 2 cents est inutile. Si elle est d’abord populaire en raison de la forte demande du public pour de la petite monnaie métallique, c’est une dénomination superflue, et sa circulation diminue rapidement après l’introduction de la pièce de 5 cents en nickel ».
À partir de 1867, le nouveau directeur de la Monnaie, Henry Linderman, commence à plaider auprès du Congrès pour autoriser le rachat de la monnaie divisionnaire en cuivre et en bronze excédentaire. Bien que le nickel puisse être racheté par lots — permission accordée dans la loi qui l’autorise, aucune disposition ne permet au gouvernement de racheter les pièces de plus petite valeur, et comme de nouvelles sont émises chaque année, il y a un excédent de petite monnaie. Les responsables du Trésor insistent sur le fait que le gouvernement ne peut accepter ces pièces au-delà de leurs limites de cours légal, même s’il s’agit simplement de les échanger contre d’autres formes de monnaie.
Sous la direction de Linderman, la Monnaie, sans autorité légale, rachète pour 360 000 dollars de pièces en bronze en utilisant des pièces de trois et cinq cents. Malgré cela, des millions de pièces de deux cents s’accumulent entre les mains des compagnies de journaux, de transport, des receveurs de poste et d’autres qui reçoivent de petits paiements du public, ce qui entraîne des plaintes adressées au Congrès. Avec l’arrivée de l’administration Grant, Pollock revient à son poste et s’oppose aux propositions de rachat. Bien qu’il ait inclus les opinions de Pollock dans son rapport annuel, le secrétaire au Trésor George S. Boutwell demande au Congrès d’adopter une loi de rachat, ce qu’il fait le 3 mars 1871. Cette loi autorise le rachat de la monnaie divisionnaire par lots d’au moins 20 dollars et permet au secrétaire au Trésor d’interrompre la frappe de toute pièce rachetée en grand nombre. En vertu de cette nouvelle loi, la Monnaie rachète en 1871 et 1872 plus de 37 millions de petites pièces, dont des pièces de deux cents.
Dans les années qui suivent la guerre, le Congrès et le Trésor envisagent une révision des lois monétaires, celle de 1837 étant jugée dépassée. Le maintien de la pièce de deux cents n'est jamais sérieusement pris en compte dans les débats qui aboutissent au Coinage Act de 1873 ; la seule question concernant la monnaie divisionnaire porte sur la composition du cent (bronze ou cuivre-nickel) et sur la taille à donner à la pièce de trois cents en nickel. Ces pièces restant inchangées, le projet de loi est adopté le 12 février 1873, mettant fin à la série des deux cents.
Comme la disparition de la pièce de deux cents est probable, seulement 65 000 exemplaires sont frappés pour la circulation en 1872 ; il n’est pas clair pourquoi ils le sont. Le 18 janvier 1873, Archibald Loudon Snowden, chef de l’atelier monétaire de Philadelphie, se plaint que le chiffre « 3 » dans la date, tel qu’il apparaît sur les frappes de la Monnaie, ressemble trop à un « 8 », surtout sur les petites dénominations. En réponse, Pollock ordonne au nouveau graveur en chef, William Barber, de ré-engraver la date, en ouvrant davantage les branches du « 3 » sur la plupart des dénominations. La pièce de deux cents n'est frappée qu’en belle épreuve en 1873 et, en raison de son abolition en février, il n’aurait pas dû y avoir ni le temps ni la raison pour Barber de retravailler le coin. Néanmoins, elle existe en deux variétés : « Closed 3 » et « Open 3 ». Walter Breen suggère que la variété « Open 3 » est en réalité frappée plus tard, probablement de façon clandestine ; elle n’est pas connue avant sa découverte par un numismate dans les années 1950. Le numismate Paul Green attribue ces deux variétés aux deux types d’ensembles belle épreuves que la Monnaie vend alors : le « set nickel », qui ne contient que les petites valeurs sans métaux précieux, et un autre qui comprend aussi les pièces en argent. Il suggère qu’une variété est frappée pour chacun de ces ensembles.
De grandes quantités de pièces de deux cents sont retirées dans les années 1870 et après. Environ 17 millions des quelque 45 600 000 pièces émises sont rachetées par le Trésor en 1909. Les pièces retirées sont fondues et refrappées en cents. En 1920, un projet de loi prévoyant une pièce de deux cents portant le portrait de l’ancien président récemment décédé Theodore Roosevelt est adopté par le Sénat et fortement recommandé par une commission de la Chambre, mais il n'est jamais promulgué.
En 1954, le numismate S. W. Freeman note que peu de personnes vivantes peuvent encore se rappeler avoir utilisé une pièce de deux cents, mais que pour ceux qui l’ont connue, elle est souvent associée à l’achat de friandises. Il se souvient que deux cents permettent d’acheter une quantité de bonbons équivalente à ce qu’un dime permet dans son époque, et craint qu’il faille bientôt un quart de dollar pour obtenir la même chose.
Le statut de cours légal intégral est confirmé pour la pièce de deux cents par le Coinage Act de 1965, bien longtemps après sa disparition de la circulation, car cette loi rend toutes les pièces et billets des États-Unis valables sans limite pour toutes les dettes publiques et privées. Néanmoins, le numismate Jack White fait remarquer dans une chronique de 1971 qu’en raison de sa courte existence, la pièce « n’a guère eu l’occasion de donner son mot à dire »,.
L’édition 2018 du Guide Book of United States Coins de R. S. Yeoman indique que les deux cents de 1864 (grande devise) et de 1865 sont les moins chers de la série, valant 15 $ en état « Good » (G-4), bien que toutes les émissions jusqu’en 1871 soient cotées à 40 $ ou moins dans cet état. La raison de ces prix relativement faibles, même dans les meilleurs états, est le manque de collectionneurs cherchant à réunir la série complète, elle est le plus souvent collectionnée sous la forme d’un exemplaire unique dans un coffret regroupant les différents modèles de monnaies américaines. Malgré son tirage élevé, la date de 1864 comporte une des variétés les plus recherchées : la « petite devise ». Yeoman la cote en état « Proof » à 20 000 $ et en état « Très Beau » (VF-20) à 600 $.

## Frappes
Toutes les pièces de deux cents sont frappées à la Monnaie de Philadelphie et ne portent aucun différent d’atelier. Les quantités de pièces en finition belle épreuve sont des estimations.
| Année         | Belle épreuve | Pièces circulantes |
| ------------- | ------------- | ------------------ |
| 1864          | 100           | 19,822,500         |
| 1865          | 500           | 13,640,000         |
| 1866          | 725           | 3,177,000          |
| 1867          | 625           | 2,938,750          |
| 1868          | 600           | 2,803,750          |
| 1869          | 600           | 1,546,500          |
| 1870          | 1,000         | 861,250            |
| 1871          | 960           | 721,250            |
| 1872          | 950           | 65,000             |
| 1873 Closed 3 | 500           |                    |
| 1873 Open 3   | 600           |                    |